# جمان (مسلسل)
جمان مسلسل كويتي إنتاج عام 2019 كتابة سيناريو وحوار الكاتبة علياء الكاظمي 

## قصة العمل
يتناول قصة فتاة اسمها «جمان» التي تجسد شخصيتها الفنانة نور الغندور التي تقع قصة حب بينها وبين ابن خالها هشام مهند الحمدي ، وسط أحداث وخطوط متشابكة في العمل الذي يطرح عدة قضايا اجتماعية وإنسانية، مسلطا الضوء على العلاقات الأسرية العاطفية والخيانة وسوء المعاملة والهجران بين الأزواج.

## الممثلون
- نور الغندور (جمان)
- مهند الحمدي (هشام)
- هدى الخطيب (منيرة)
- حسن إبراهيم (منصور)
- عبدالله التركماني (عبد الله)
- ناصر كرماني (جاسم)
- فوز الشطي (رزان)
- محمد الدوسري (محمد)
- أحمد الهزيم (عدنان)
- غرور (سعاد)
- فاطمة الطباخ (إيمان)
- ليالي دهراب (هدى)
- ايمان العلي (هيفاء)
- فرح المهدي (شهد)
- انوار المنصور (عبير)
- أحمد النجار (فواز)